# 6032 Nobel
6032 Nobel (1983 PY) là một tiểu hành tinh vành đai chính được phát hiện ngày 4 tháng 8 năm 1983 bởi Lyudmila Georgievna Karachkina ở Nauchnyj. Nó được đặt theo tên Alfred Nobel, Swedish industrialist và founder thuộc Nobel Prize.